# Моцарелла
Моцаре́лла, моццаре́лла (ит. mozzarella) — молодой сыр итальянского происхождения, родом из региона Кампания, один из наиболее известных видов вытяжного сыра (формаджо а паста филата). Классический вариант (итал. mozzarella di bufala campana) производится из молока чёрных буйволиц, но основной объём продаж приходится на продукцию из коровьего молока. Белые шарики моцареллы должны храниться в рассоле в течение непродолжительного времени. Также существует брикетная разновидность моцареллы, более плотной консистенции, используемая только для блюд, подлежащих запеканию. Выпускается и копчёная моцарелла (итал. mozzarella affumicata).
Производство сыра начинается с того, что молоко заквашивается термофильной молочнокислой культурой и свёртывается сычужным ферментом (иногда с добавлением хлорида кальция и липазы; при ускоренном способе допускается замена молочнокислых культур раствором лимонной кислоты). Затем сырное зерно нагревают, отделяют сыворотку, перемешивают до получения однородной эластичной сырной массы, которую вымешивают руками как крутое тесто, подогревая несколько раз путём помещения в горячую воду для облегчения манипуляции, а затем отрезают куски, формуют сыр различной формы (шарики, косички) и помещают в холодный насыщенный раствор поваренной соли. Эта операция называется mozzatura (отрывание, отсечение) — отсюда и название сыра. Оставшаяся после этого процесса сыворотка может быть использована для приготовления рикотты.
Свойства:
- форма и размер сыра могут быть разными: классический формат, называемый моццареллой (от 100 до 250 г), большие шарики — «боккончини» (около 50 г), шарики поменьше, размером с крупную черешню — «чильеджине» {25 г), совсем маленькие — «перлине». Сыр может иметь и форму косички;
- снаружи у моццареллы тонкая (1 мм) блестящая и гладкая кожица со слегка заметными бугорками в месте, где головку оторвали от общей массы;
- внутренняя структура немного слоистая и не содержит пузырьков воздуха; при разрезании вытекает немного белой жидкости.

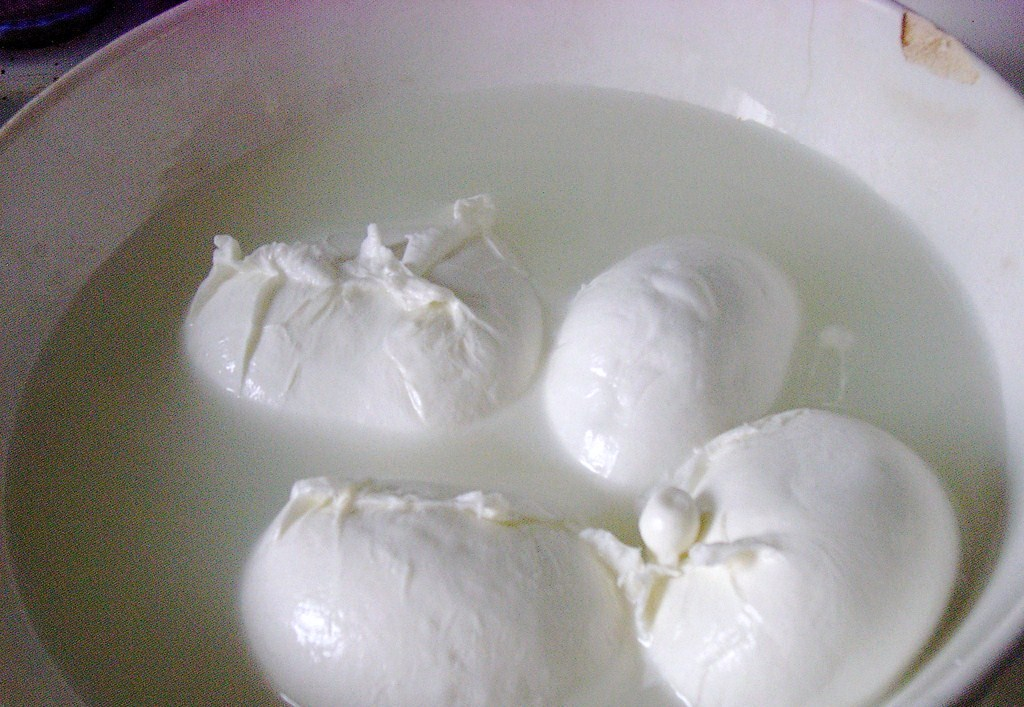
Моцарелла в рассоле

На вкус моцарелла нежная, пресноватая, чуть упругая.
Моцарелла — один из основных продуктов итальянской кухни. Прессованная моцарелла используется в первую очередь при приготовлении пиццы, а также в запеканках, лазаньях. С моцареллой готовят и кальцоне, распространённый в центральных и южных регионах Италии. Шарики белой моцареллы используются для приготовления салатов и холодных закусок. Национальным блюдом является капрезе (ломтики моцареллы, перемежающиеся помидорами и листиками базилика); цвета ингредиентов напоминают расцветку флага Италии. В 2017 году насчитывалось 400 производителей данного сыра в 30 странах мира (в том числе в России).